# Jorge Paixão
Jorge Manuel da Silva Paixão Santos, noto semplicemente come Jorge Paixão (Almada, 19 dicembre 1965), è un allenatore di calcio ed ex calciatore portoghese, di ruolo attaccante, tecnico del Difaâ El Jadida.

## Palmarès

### Allenatore

#### Competizioni nazionali
- Supercoppa di Polonia: 1

Zawisza Bydgoszcz: 2014